# Nelson Merino
Nelson Merino es un activista venezolano por los derechos LGBT. Merino se ha desempeñado como activista a nivel nacional y como coordinador regional del partido Encuentro Ciudadano en el estado Carabobo. Fue detenido el 30 de julio de 2024 por fuerzas de seguridad estatales, permaneciendo desaparecido por varios días hasta su procesamiento penal.

## Detención
Merino ha estudiado derecho en la Universidad de Carabobo y ha integrado a Fuerza por la Igualdad, organización que agrupa a la comunidad LGBT en Venezuela.Nelson se ha desempeñado como activista nacional y como coordinador de asuntos LGBTI del partido opositor Encuentro Ciudadano en el estado Carabobo.
El 30 de julio de 2024, dos días después de las elecciones presidenciales de Venezuela el mismo año, fuerzas de seguridad allanaron su residencia en Naguanagua y lo detuvieron. Merino estuvo desaparecido y se desconoció su paradero hasta su proceso por el Tribunal 4 de Control del estado Carabobo,el cual lo imputó con cuatro cargos: obstrucción de la vía pública, terrorismo, incitación al odio y resistencia a la autoridad.